# Archäologisches Museum Kayseri

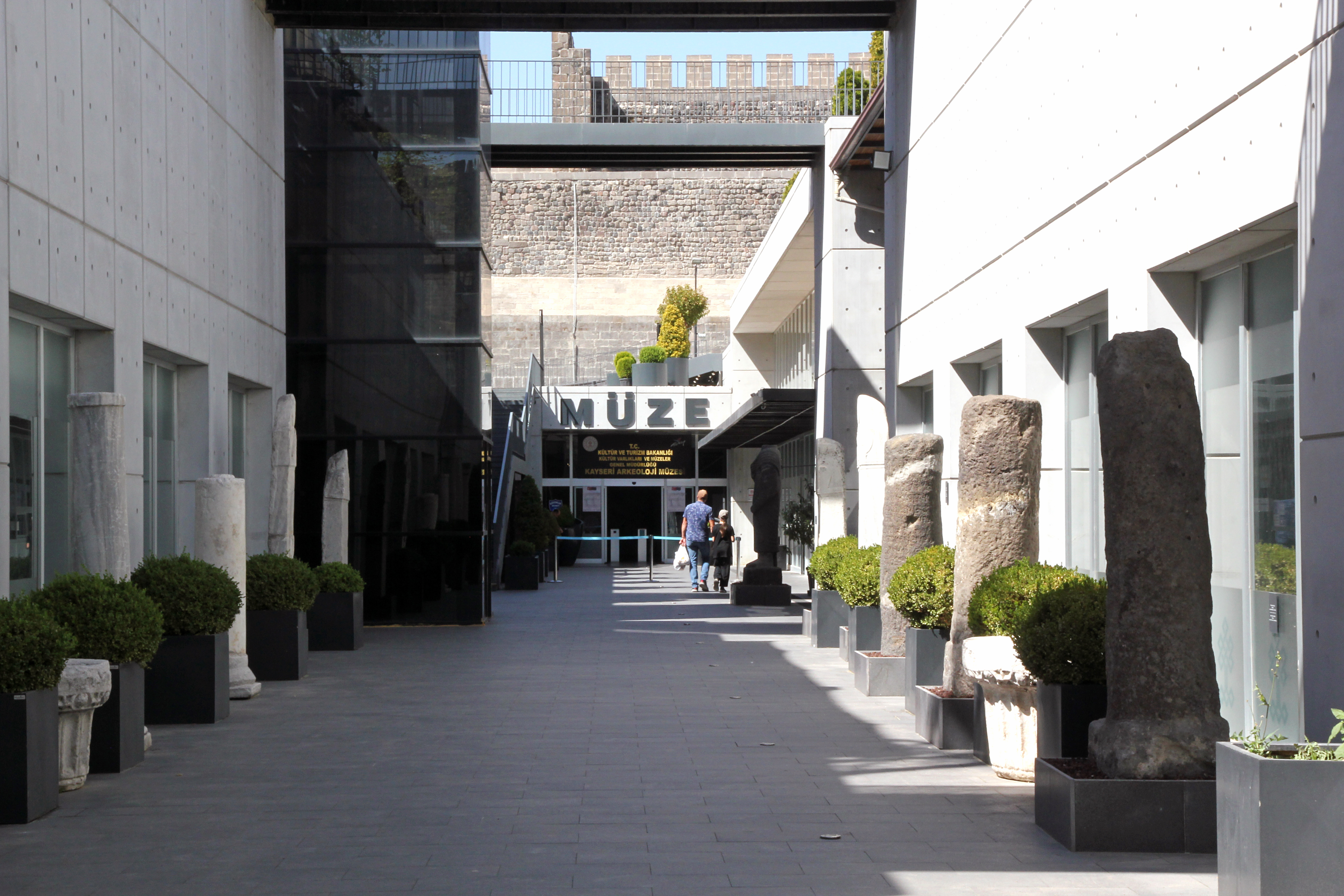
Museumseingang

Das Archäologische Museum Kayseri (türkisch Kayseri Arkeoloji Müzesi) liegt in der türkischen Stadt Kayseri in der gleichnamigen Provinz. Es befindet sich seit 2019 im Untergeschoss der Zitadelle von Kayseri im Zentrum der Stadt am Platz Cumhuriyet Meydanı.

## Geschichte
Das Museum wurde am 1. März 1930 eröffnet, zunächst in der Hunat Hatun Madrasa ebenfalls im Stadtzentrum. 1969 wurde ein neues Gebäude im Stadtteil Melikgazi in der Kışla Caddesi eröffnet. Da dieses den Ansprüchen nicht mehr genügte, wurde 2012 mit einem Beschluss des Kulturministeriums und der Stadtverwaltung festgelegt, das Museum in ein neues Gebäude in der Zitadelle der Stadt zu verlegen. Die Eröffnung fand am 19. Oktober 2019 im Beisein des Präsidenten Recep Tayyip Erdoğan statt.

## Ausstellung
Das Museum umfasst 14 chronologisch geordnete Säle von der Kupfersteinzeit bis zur osmanischen Periode. Einen großen Teil der Sammlung stellen die bronzezeitlichen Funde aus dem 22 Kilometer östlich gelegenen Karum von Kültepe (Kaniš) dar, die dort ab 1948 unter der Leitung von Tahsin Özgüç ergraben wurden. Das Museum verfügt auch über eine beträchtliche Anzahl von späthethitischen und hethitischen Stelen und Skulpturen. Es werden auch Abgüsse der Felsreliefs von İmamkullu und Fıraktın gezeigt. Beachtlich sind ebenfalls die Funde aus hellenistischer und römischer Zeit. Ein römischer Sarkophag mit den Taten des Herakles aus den Jahren zwischen 150 und 170 n. Chr. ist ebenfalls bemerkenswert. Im äußeren Eingangsbereich sind außerdem hethitische und spätere Skulpturen ausgestellt.

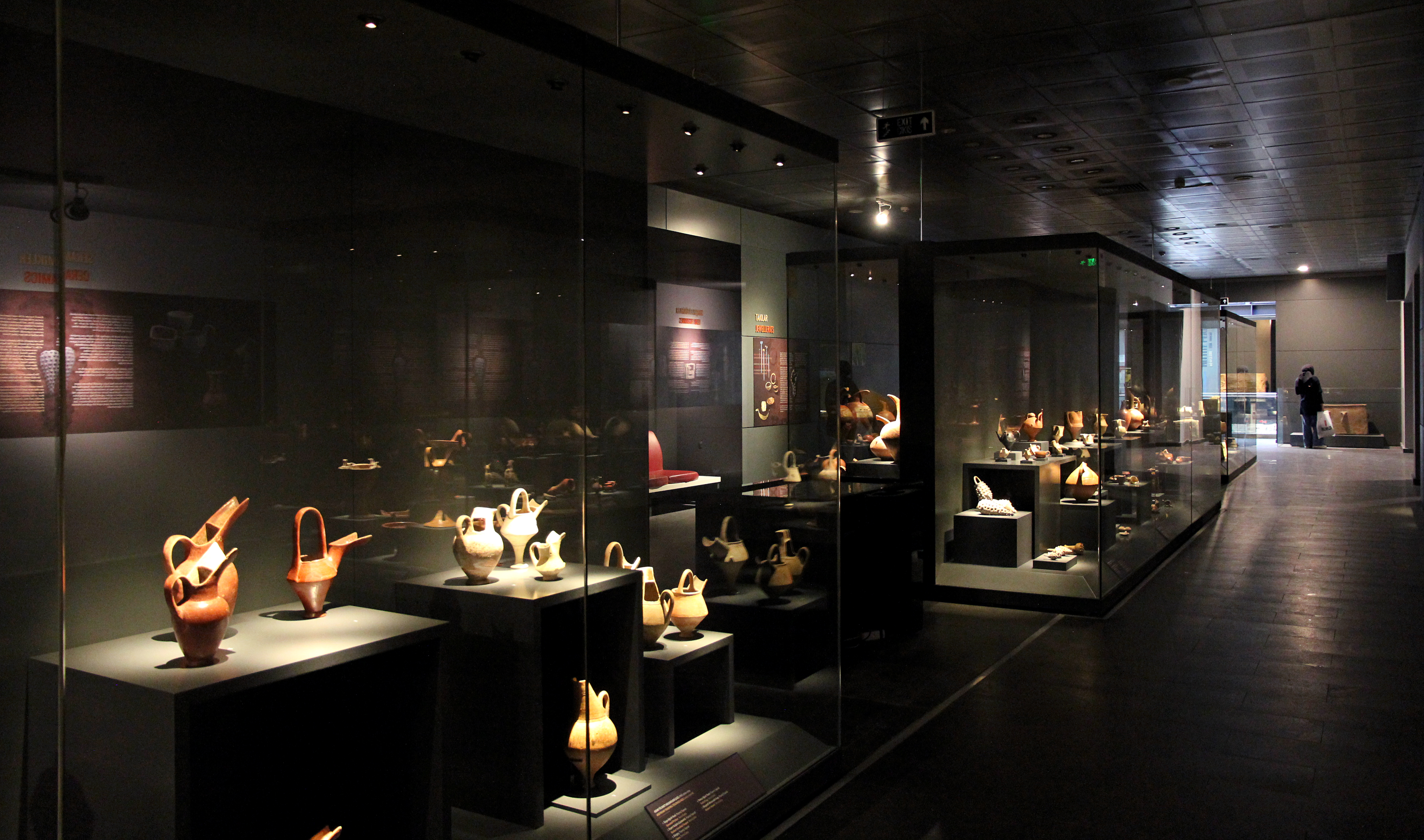
Funde aus Kültepe
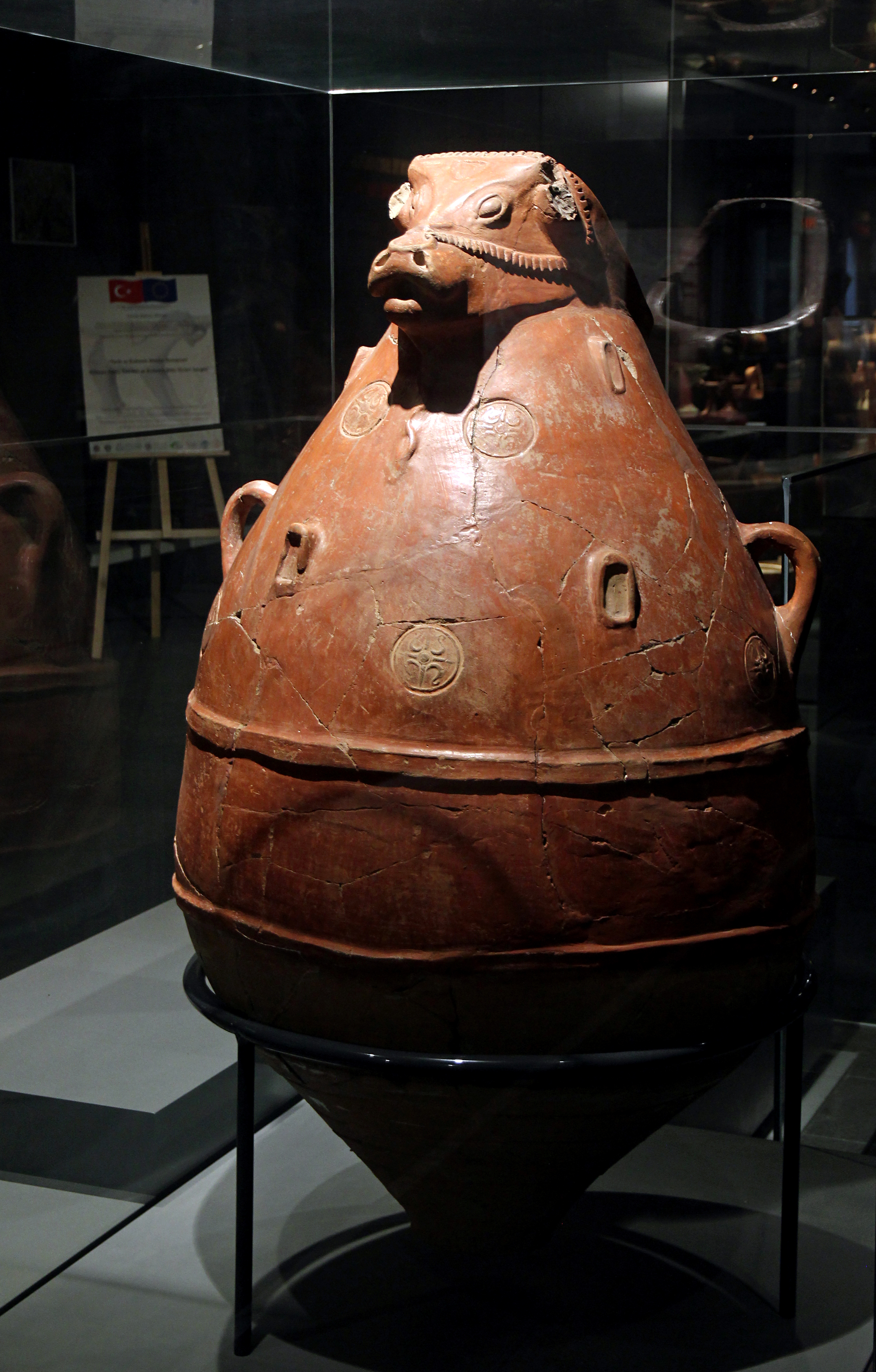
Stierkopfgefäß aus Terrakotta, Kültepe
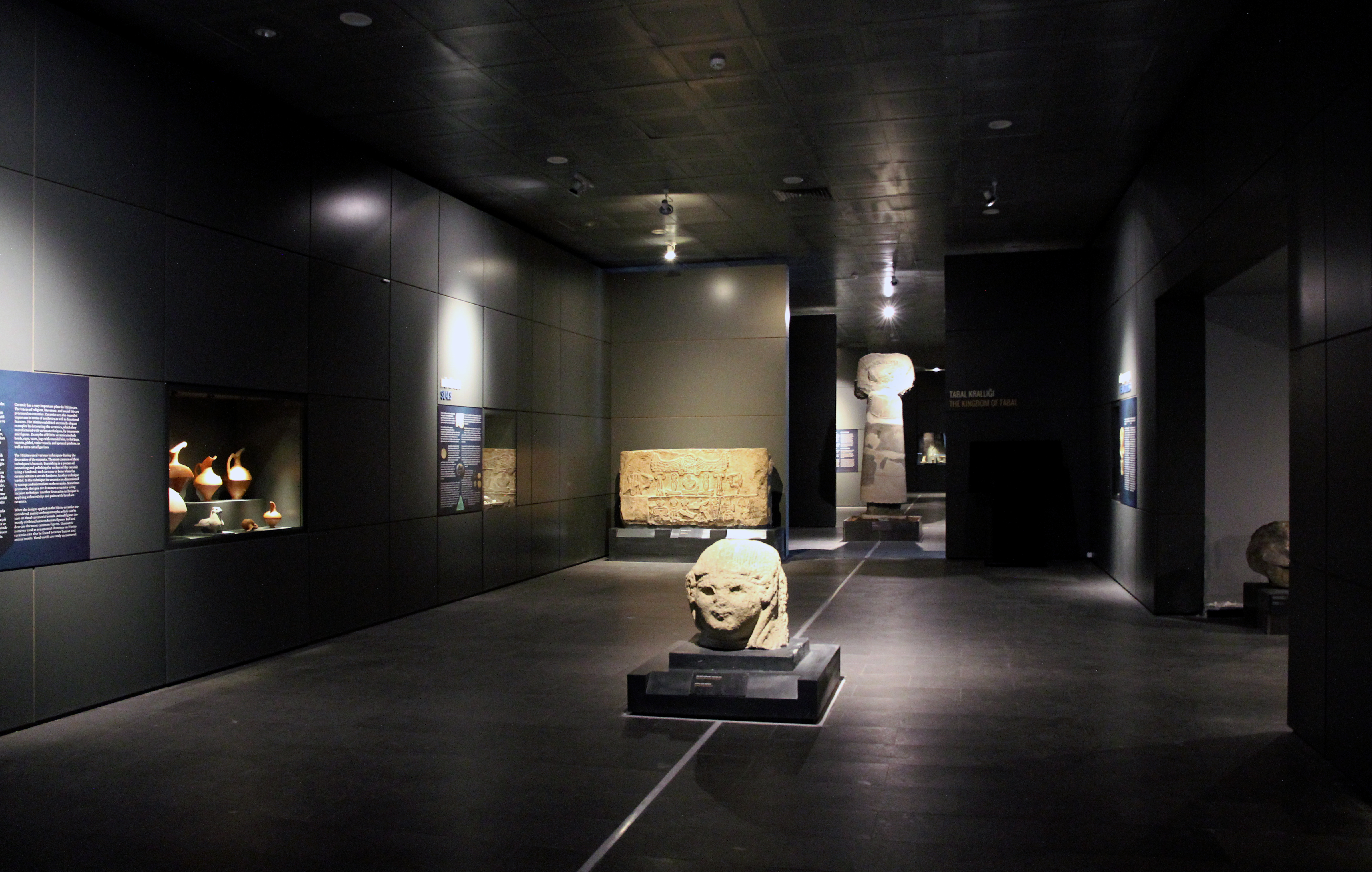
Hethitische Funde
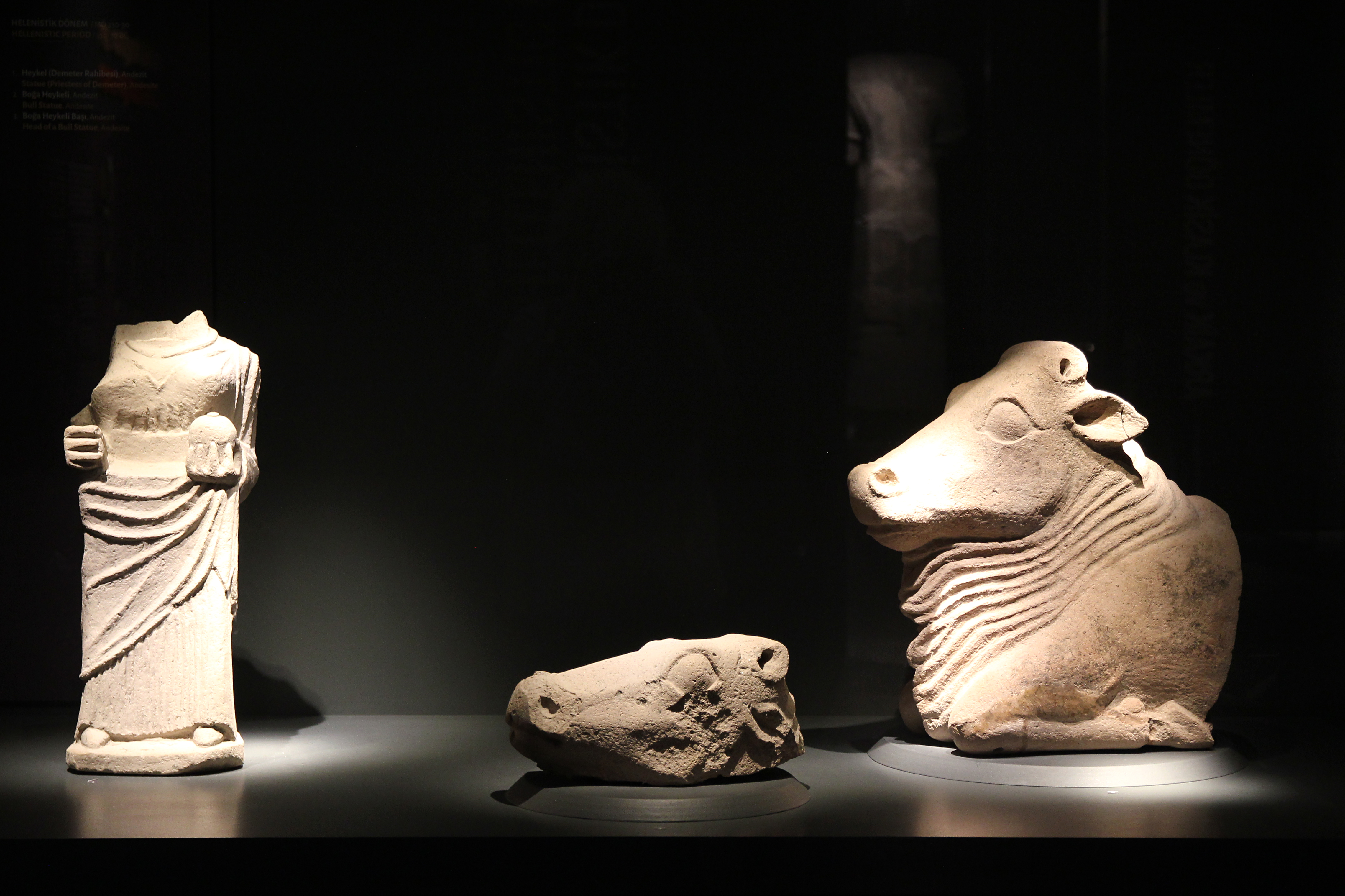
Hellenistische Figurine der Demeter und Stierköpfe
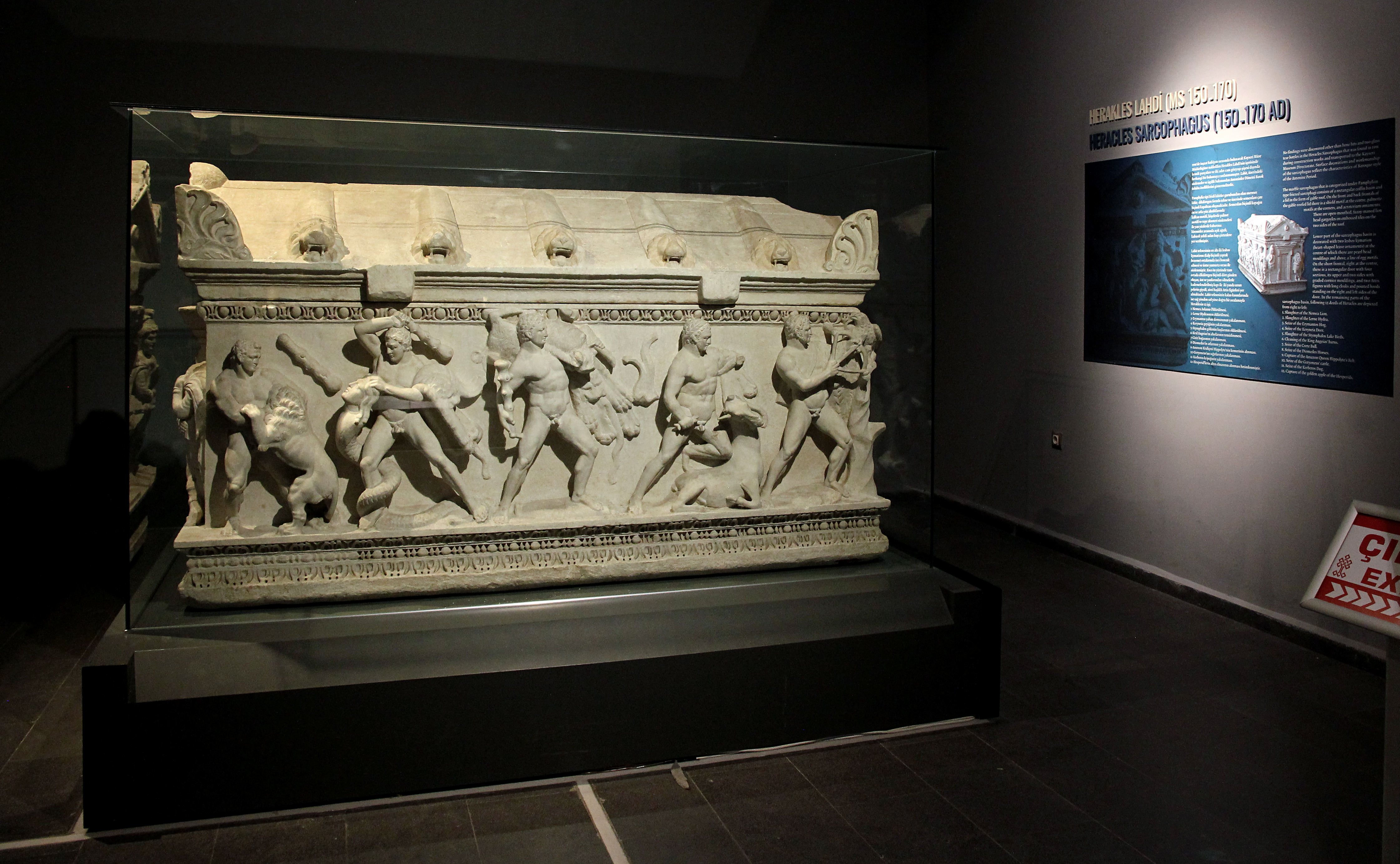
Heraklessarkophag
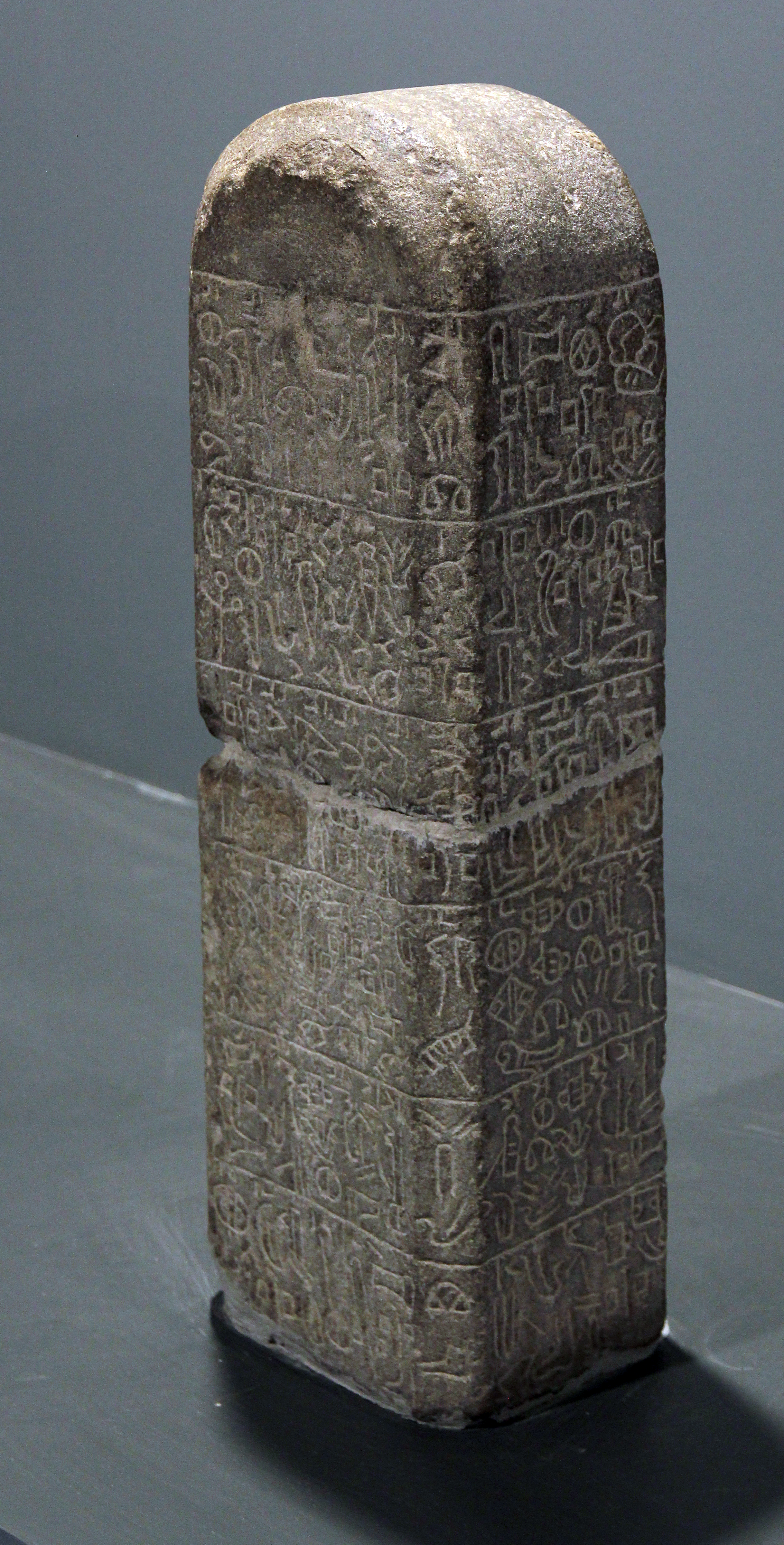
Stele Kululu 1

## Einzelne Objekte
- Stele von Bohça
- Inschrift von Eğriköy
- Stele von Çiftlik
- Stelen von Erkilet
- Stele Kululu 1
- Stele Kululu 2
- Stele Kululu 3
- Stele Kululu 4
- Stele von Hisarcık
- Inschriften von Tekirderbent
- Löwenbasis von Kurubel